# 常葉大学附属橘中学校・高等学校
常葉大学附属橘中学校・高等学校（とこはだいがくふぞくたちばなちゅうがっこう・こうとうがっこう）は、静岡県静岡市葵区瀬名に所在し、中高一貫教育を提供する私立中学校・高等学校。
略称は「常葉橘」(とこはたちばな)・「橘」。

## 概要
高等学校は普通科と英数科を設置しており、普通科は総合進学コースと総合芸術コースに分かれている。総合芸術コースではさらに、美術専攻と吹奏楽専攻がある。英数科と普通科の間では、実力試験を基に転科が認められている。コース間の転コースも実力試験を基に認められる。現在の男女の比率は6：4で現在でも男子生徒の数が多い。
2009年・2010年に野球部は2年連続で甲子園への切符を手にした。
毎年75％以上の生徒は系列の常葉大学・常葉短大・専門学校へ内部進学している。

## 沿革
- 1963年 - 橘高等学校を男子校として開校。（当時の住所表記：静岡市瀬名1268番地）
- 1965年 - 橘中学校開校。
- 1971年 - 橘高等学校音楽科を開設。
- 1978年 - 橘高等学校を「常葉学園橘高等学校」に、橘中学校を「常葉学園橘中学校」に改称。
- 1984年 - 橘高等学校英数科発足。
- 1985年 - 橘高等学校英数科が男女共学となる。
- 1987年 - 橘高等学校の全学科が男女共学となる。
- 1988年 - 常葉学園橘中学校校舎移転。
- 1997年 - 常葉学園橘高等学校商業科を廃止。
- 1999年 - 橘中と橘高校を統合して「常葉学園橘中・高等学校」とした。
- 2003年 - 常葉橘中学校サッカー部全国中学校サッカー大会優勝。
- 2005年 - 常葉橘中学校女子サッカー部、常葉橘高等学校サッカー部全国大会出場。
- 2006年 - 常葉橘中学校野球部、全国中学校軟式野球大会出場。
- 2007年 - 常葉橘高等学校女子サッカー部、全日本高等学校女子サッカー選手権大会初出場（当時、出場選手は10人だった）。常葉橘中学校野球部、全日本少年軟式野球大会出場。
- 2009年 - 常葉橘高等学校野球部、第91回全国高等学校野球選手権大会に出場。
- 2010年 - 常葉橘中学校野球部、全日本少年春季軟式野球大会出場。
- 2010年 - 常葉橘高等学校野球部、第92回全国高等学校野球選手権大会に出場。
- 2010年 - 常葉橘中学校野球部、全国中学校軟式野球大会で優勝、同校サッカー部、全国中学校サッカー大会優勝。
- 2012年 - 常葉橘高等学校野球部、第94回全国高等学校野球選手権大会に出場。常葉橘高校サッカー部 第91回全国高等学校サッカー選手権大会出場
- 2017年 - 校名を常葉大学附属橘中学校・高等学校[1] に変更

## 部活動

### 運動部
- 陸上部
- 野球部
- 剣道部
- 柔道部
- サッカー部（男・女）
- ラグビー部
- テニス部（男・女）
- 卓球部
- バレーボール部（男・女）
- 水泳部
- バスケットボール部（男・女）
- 空手部
- 弓道部
- 少林寺拳法部
- 応援部

運動部のエピソード
- 男子サッカー部も野球部も共に県大会決勝で浜名高校を下して初めての全国への扉を開いている。
  - 高校サッカー部　2005年県大会決勝　常葉橘1-0浜名
  - 高校野球部　2009年県大会決勝　常葉橘10-0浜名
- 高校野球部は兄弟校の常葉菊川同様、旭川勢から全国大会初白星を挙げている。
  - 常葉菊川　2006年明治神宮大会高校の部　常葉菊川6-2旭川南
  - 常葉橘　2009年全国高校野球選手権大会　常葉橘2-0旭川大高
- 2010年は地区大会決勝で常葉菊川との兄弟校対決が実現し、5-3で常葉菊川を下した。
- 2010年、中学校の野球部とサッカー部が相次いで全国大会優勝を果たす。
- 2012年、男女サッカー部が全国選手権にアベック出場

## 運動部の実績

### 高校男子サッカー部
第84回選手権大会
- 常葉橘0-2滝川第二（兵庫）

第91回選手権大会
- 常葉橘0-0(PK4-5)長崎総合科学大附（長崎）

### 中学校野球部
第28回全国中学校軟式野球大会
- 常葉橘0-1佐賀市立城南中学校（佐賀）

第24回全日本少年軟式野球大会
- 常葉橘7-1ヤングホークス（東京）
- 常葉橘4-0高砂市立宝殿中学校（兵庫）
- 常葉橘3-0北九州市立若松中学校（福岡）

### 高校野球部
2009年夏（第91回）
- 常葉橘2-0旭川大高（北北海道）
- 常葉橘7-6高知（高知）
- 常葉橘6-8明豊（大分）（延長12回）

2010年夏（第92回）
- 常葉橘4-11北大津（滋賀）

2012年夏（第94回）
- 常葉橘2-4福井工大福井（福井）

### 高校陸上部
- 全国高校駅伝に3度の出場実績がある

第53回駅伝競走大会
- 35位

## 著名な出身者

### スポーツ
- 平松康平 - 元プロサッカー選手
- 薗田淳 - プロサッカー選手
- 久野純弥 - サッカー選手
- 杉本真 - プロサッカー選手
- 石井光輝 - プロサッカー選手
- 水野颯太 - プロサッカー選手
- 髙橋馨希 - プロサッカー選手
- 高木ひかり - サッカー選手
- 金澤真美 - サッカー選手
- 石田菜々海 - プロサッカー選手
- 庄司隼人 - 元プロ野球選手
- 木村聡司 - 元プロ野球選手
- 髙橋遥人 - プロ野球選手
- 関谷正徳 - 元レーシングドライバー
- 佐野太陽 - プロ野球選手

### 芸能
- 栗林みな実 - シンガーソングライター・声優で音楽科卒
- 中川絵美里 - キャスター、元読売ジャイアンツ・チームヴィーナス
- 加藤諒 - 俳優（音楽科卒）
- 立川笑えもん - 落語家

## アクセス
- しずてつジャストライン東部団地線 ｢東部団地｣停留所から、徒歩3分
- しずてつジャストライン竜爪山線・草薙瀬名新田線 ｢常葉大学附属橘高校入口」停留所から、徒歩5分
- しずてつジャストライン水梨東高線 ｢東高前｣停留所から、徒歩10分

## 系列校
- 常葉大学
- 常葉大学短期大学部
- 常葉大学附属常葉中学校・高等学校
- 常葉大学附属菊川中学校・高等学校